# OXI (Monatszeitung)
Oxi (eigene Schreibweise OXI, Untertitel: Wirtschaft anders denken) war eine gesellschafts- und wirtschaftspolitische Monatszeitung aus Berlin. Sie erschien gedruckt und digital und verstand sich als alternativer Wirtschaftsjournalismus. Mit ihr verbunden war ein gleichnamiges Blog, welches weiterhin betrieben wird. Als Herausgeber fungierte die common verlagsgenossenschaft e.G.

## Geschichte
Nachdem das Blog schon vorher online gegangen war, erschien die erste Ausgabe der Zeitung im Mai 2016. Zunächst war die Finanzierung des Blattes für ein Jahr gesichert.
Die Auflage betrug im Oktober 2016 30.000 Stück, hinzu kamen 8000 am Kiosk verkaufte Exemplare sowie 600 Abonnements.
Bis einschließlich März 2023 lag die Zeitung der Tageszeitung  Neues Deutschland bei. Diese Kooperation wurde aus wirtschaftlichen Gründen beendet. Um dauerhaft überlebensfähig zu sein, müsste OXI künftig mindestens 5000 Abonnenten haben.
Im September 2023 erschien die vorerst letzte gedruckte Ausgabe. Das Blog (oxiblog.de) existiert weiterhin.

## Ausrichtung
Inhaltliches Ziel war: „Über ökonomische Zusammenhänge aufklären, Alternativen vorstellen“. Jede Ausgabe erfolgte mit einem Themenschwerpunkt. Erste Autoren waren neben dem damaligen Chefredakteur Wolfgang Storz die Mitherausgeber Tom Strohschneider und Kathrin Gerlof. Zuletzt bestand die Redaktion aus Philip Blees, Kathrin Gerlof, Tobias Lambert, Sigrun Matthiesen, John Mehlhorn, Anne Schindler und Julia Funcke.

## Trivia
Der Name Oxi (sprich: „ochi“) ist griechisch und bedeutet „Nein“. Der Begriff nimmt Bezug auf die gleichnamige Parole, mit „Nein“ zu stimmen, die während des Griechischen Referendums 2015 gebraucht wurde. OXI bzw. oxiblog.de schließt daran an mit dem Leitsatz „Nur wer versteht kommt über das Nein hinaus.“